# هرم جمعیت

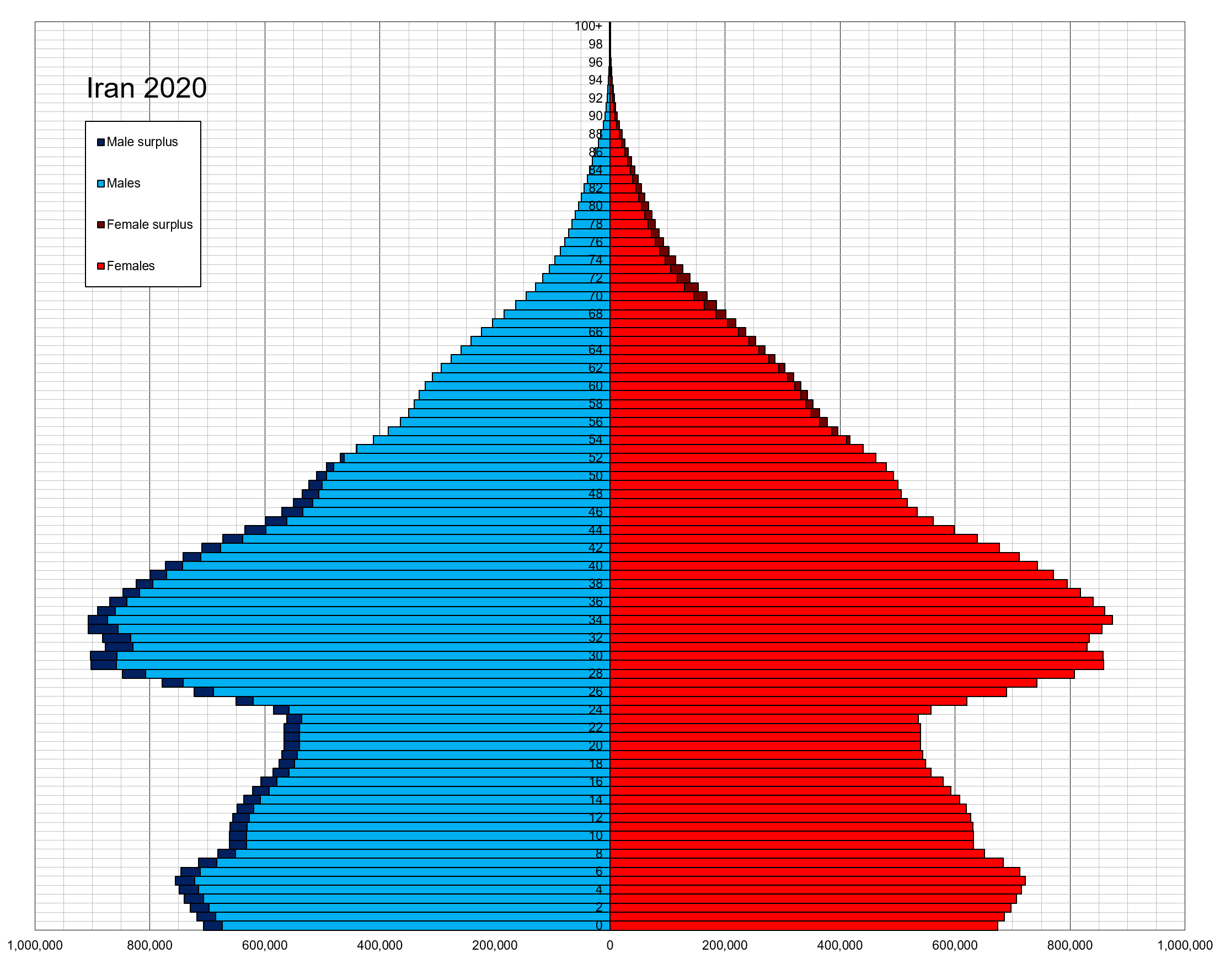
هرم جمعیت ایران در سال ۲۰۲۰

هرم جمعیت ایران در سال ۲۰۱۱ میلادی (شامل مهاجران مقیم ایران)

هرم جمعیت که هرم سن جنس و نمودار ساختار سنی نیز نامیده می‌شود، توصیفی گرافیکی از توزیع رده‌های مختلف سنی از جمعیت انسانی (یک منطقه کشور یا همه جهان) است. این توزیع معمولاً به شکل هرم است. این هرم به طور معمول از دو نمودار میله‌ای کنار هم قرار گرفته، تشکیل شده‌است. جمعیت روی محور xها و سن روی محور yها نشان داده می‌شود. بنا به قرارداد جمعیت مردها در سمت چپ و زنان در سمت راست هر ستون به نمایش در می‌آید ولی در ایران آمار مردان را در طرف راست میله و آمار زنان را در طرف چپ قرار می‌دهند.

## نگارخانه

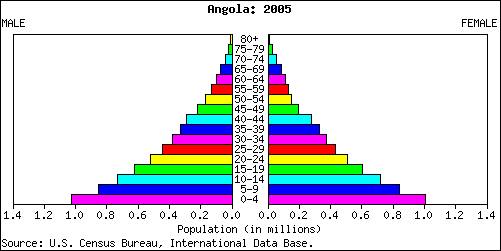
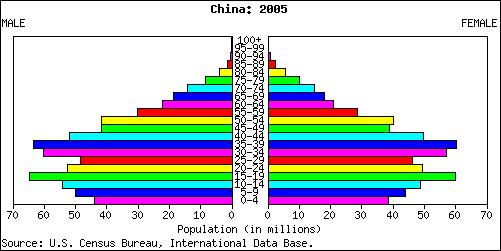
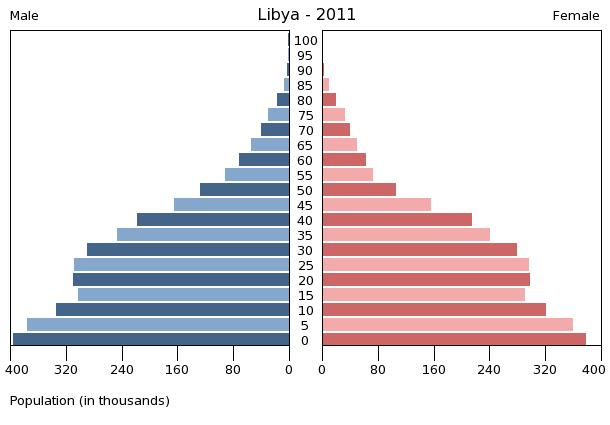

## آمار هرم جمعیتی ایران
| رده سنی | کل       | مردان    | زنان     |
| ------- | -------- | -------- | -------- |
| ۰۰–۰۴   | ۶۶۰۳۵۸۷  | ۳۳۸۳۲۳۵  | ۳۲۲۰۳۵۲  |
| ۰۵–۰۹   | ۶۱۱۰۶۸۵  | ۳۱۳۳۹۴۲  | ۲۹۷۶۷۴۳  |
| ۱۰–۱۴   | ۶۰۲۲۴۹۷  | ۳۰۹۱۱۶۵  | ۲۹۳۱۳۳۲  |
| ۱۵–۱۹   | ۷۷۶۰۰۲۵  | ۳۹۸۶۲۲۱  | ۳۷۷۳۸۰۴  |
| ۲۰–۲۴   | ۹۳۱۷۱۲۲  | ۴۸۰۳۶۳۶  | ۴۵۱۳۴۸۶  |
| ۲۵–۲۹   | ۸۶۲۶۸۸۰  | ۴۳۹۶۲۳۰  | ۴۲۳۰۶۵۰  |
| ۳۰–۳۴   | ۷۳۳۰۵۸۷  | ۳۷۴۳۲۶۹  | ۳۵۸۷۳۱۸  |
| ۳۵–۳۹   | ۵۶۹۷۳۳۸  | ۲۹۳۴۴۵۶  | ۲۷۶۲۸۸۲  |
| ۴۰–۴۴   | ۴۹۳۱۲۶۷  | ۲۴۹۹۵۸۱  | ۲۴۳۱۶۸۶  |
| ۴۵–۴۹   | ۳۹۱۵۶۳۲  | ۱۹۳۹۴۵۸  | ۱۹۷۶۱۷۴  |
| ۵۰–۵۴   | ۳۳۴۴۰۵۴  | ۱۶۶۴۵۲۶  | ۱۶۷۹۵۲۸  |
| ۵۵–۵۹   | ۲۵۷۶۷۳۲  | ۱۲۷۸۷۲۰  | ۱۲۹۸۰۱۲  |
| ۶۰–۶۴   | ۱۷۵۴۰۰۱  | ۸۳۷۰۹۶   | ۹۱۶۹۰۵   |
| ۶۵–۶۹   | ۱۲۴۴۲۱۳  | ۵۹۵۴۶۳   | ۶۴۸۷۵۰   |
| ۷۰–۷۴   | ۱۰۲۸۰۶۵  | ۴۹۲۹۰۴   | ۵۳۵۱۶۱   |
| ۷۵–۷۹   | ۸۳۱۱۸۰   | ۴۰۰۹۴۳   | ۴۳۰۲۳۷   |
| ۸۰–۸۴   | ۴۹۱۷۳۳   | ۲۲۴۷۲۵   | ۲۶۷۰۰۸   |
| ۸۵–۸۹   | ۲۴۶۱۸۷   | ۱۰۸۲۹۰   | ۱۳۷۸۹۷   |
| ۹۰–۹۴   | ۴۹۸۲۵    | ۱۹۵۳۲    | ۳۰۲۹۳    |
| ۹۵–۹۹   | ۸۷۵۷     | ۲۸۷۹     | ۵۸۷۸     |
| ۱۰۰+    | ۸۵۳      | ۲۳۱      | ۶۲۲      |
| همه     | ۷۷۸۹۱۲۲۰ | ۳۹۵۳۶۵۰۲ | ۳۸۳۵۴۷۱۸ |

| مردان     | سن    | زنان      |
| --------- | ----- | --------- |
| ۲۳۱       | ۱۰۰+  | ۶۲۲       |
| ۲٬۸۷۹     | ۹۵–۹۹ | ۵٬۸۷۸     |
| ۱۹٬۵۳۲    | ۹۰–۹۴ | ۳۰٬۲۹۳    |
| ۱۰۸٬۲۹۰   | ۸۵–۸۹ | ۱۳۷٬۸۹۷   |
| ۲۲۴٬۷۲۵   | ۸۰–۸۴ | ۲۶۷٬۰۰۸   |
| ۴۰۰٬۹۴۳   | ۷۵–۷۹ | ۴۳۰٬۲۳۷   |
| ۴۹۲٬۹۰۴   | ۷۰–۷۴ | ۵۳۵٬۱۶۱   |
| ۵۹۵٬۴۶۳   | ۶۵–۶۹ | ۶۴۸٬۷۵۰   |
| ۸۳۷٬۰۹۶   | ۶۰–۶۴ | ۹۱۶٬۹۰۵   |
| ۱٬۲۷۸٬۷۲۰ | ۵۵–۵۹ | ۱٬۲۹۸٬۰۱۲ |
| ۱٬۶۶۴٬۵۲۶ | ۵۰–۵۴ | ۱٬۶۷۹٬۵۲۸ |
| ۱٬۹۳۹٬۴۵۸ | ۴۵–۴۹ | ۱٬۹۷۶٬۱۷۴ |
| ۲٬۴۹۹٬۵۸۱ | ۴۰–۴۴ | ۲٬۴۳۱٬۶۸۶ |
| ۲٬۹۳۴٬۴۵۶ | ۳۵–۳۹ | ۲٬۷۶۲٬۸۸۲ |
| ۳٬۷۴۳٬۲۶۹ | ۳۰–۳۴ | ۳٬۵۸۷٬۳۱۸ |
| ۴٬۳۹۶٬۲۳۰ | ۲۵–۲۹ | ۴٬۲۳۰٬۶۵۰ |
| ۴٬۸۰۳٬۶۳۶ | ۲۰–۲۴ | ۴٬۵۱۳٬۴۸۶ |
| ۳٬۹۸۶٬۲۲۱ | ۱۵–۱۹ | ۳٬۷۷۳٬۸۰۴ |
| ۳٬۰۹۱٬۱۶۵ | ۱۰–۱۴ | ۲٬۹۳۱٬۳۳۲ |
| ۳٬۱۳۳٬۹۴۲ | ۰۵–۰۹ | ۲٬۹۷۶٬۷۴۳ |
| ۳٬۳۸۳٬۲۳۵ | ۰۰–۰۴ | ۳٬۲۲۰٬۳۵۲ |